# Eupetinus curtus
Eupetinus curtus är en skalbaggsart som beskrevs av Scott 1908. Eupetinus curtus ingår i släktet Eupetinus och familjen glansbaggar. Inga underarter finns listade i Catalogue of Life.